# Pseudaulonium carinatum
Pseudaulonium carinatum es una especie de coleóptero de la familia Zopheridae.

## Distribución geográfica
Habita en Bolivia.